# Boreiosturion
Boreiosturion è un genere estinto di pesci ossei appartenente all'ordine degli Acipenseriformes e alla famiglia degli Acipenseridae (gli storioni attuali). È conosciuto da un cranio parziale fossile scoperto nei sedimenti del tardo Campaniano (Cretaceo superiore) della Formazione Horseshoe Canyon, vicino a Edmonton, in Alberta (Canada). La specie tipo è Boreiosturion labyrinthicus.

## Etimologia
Il nome generico Boreiosturion deriva dal latino borealis ("settentrionale"), con riferimento alla località di ritrovamento nel Canada settentrionale. L’epiteto specifico labyrinthicus si riferisce alla complessa ornamentazione superficiale delle ossa craniche, che presentano motivi labirintici.

## Descrizione
Il fossile consiste nella porzione posteriore del cranio di uno storione, conservato in un nodulo. L'esemplare rappresenta un individuo di almeno 2 metri di lunghezza totale, rendendolo comparabile in dimensioni agli storioni moderni più grandi. Le ossa mostrano un'interessante varietà di ornamentazioni superficiali: la clavicola presenta ampie fosse, le ossa dermiche del cranio sono caratterizzate da piccole fosse e creste radiali, mentre il subopercolo mostra fini creste radiali.

## Classificazione
Boreiosturion labyrinthicus è stato descritto per la prima volta nel 2023. Rappresenta il primo storione noto del tardo Campaniano del Nord America. Questo ritrovamento è significativo poiché colma un'importante lacuna nella documentazione fossile degli storioni tra la fauna del Campaniano medio della Formazione Judith River e il materiale del Maastrichtiano superiore proveniente dalla Formazione Hell Creek.